# Herbita albirenata
Herbita albirenata är en fjärilsart som beskrevs av W. Warren 1906. Herbita albirenata ingår i släktet Herbita och familjen mätare. Inga underarter finns listade i Catalogue of Life.